# 拉法葉 (路易斯安那州)
拉法葉 （Lafayette, Louisiana）是美國路易斯安那州拉法葉縣縣治，位於弗米利恩河河畔。面積123.5平方公里。2006年人口114,214人。
1821年建市，原名Vermilionville。1884年改名以紀念拉法耶特侯爵。

## 友好城市
- 法國 普瓦捷